# Euphonia Suite
Euphonia Suite è la settima raccolta discografica del cantautore italiano Eugenio Finardi, pubblicata il 14 ottobre 2022 dalle etichette Egea music e Incipit Records.

## Descrizione
Il progetto nasce dall'intesa tra il cantautore e i musicisti Mirko Signorile e Raffaele Casarano, rispettivamente pianista e sassofonista.  
Il titolo allude al carattere unitario dell'opera; infatti i 17 brani di repertorio sono tutti legati come se fosse un unico lungo momento musicale. Il significato della parola "suite" viene persino spiegato nella copertina posteriore. "Euphonia" sta invece per "incontro gradevole che nasce dall'incontro tra suoni".  
Ad anticipare il disco i singoli Katia, canzone del 1993 sul primo amore, accompagnata da un video ispirato al fumetto manga; e Una notte in Italia, quest'ultima di Ivano Fossati e già incisa nell'album La forza dell'amore nel 1990. Il brano, ha raccontato Finardi, "ha su di me un potere magico ed inquietante. Ivano mi racconta come io non sarei mai riuscito a fare".

## Tracce
1. Voglio
2. Soweto
3. Katia
4. Diesel
5. Oceano di silenzio
6. Mezzaluna
7. Le ragazze di Osaka
8. Dolce Italia
9. Vil Coyote
10. Holyland
11. Estrellita
12. Ambaraboogie
13. Un uomo
14. La radio
15. Amore diverso
16. Una notte in Italia
17. Extraterrestre